# Gustav Georg Winkler
Gustav Georg Winkler (* 1. August 1820 in Niederaudorf; † 26. Januar 1896 in München) war ein deutscher Geologe.

## Leben

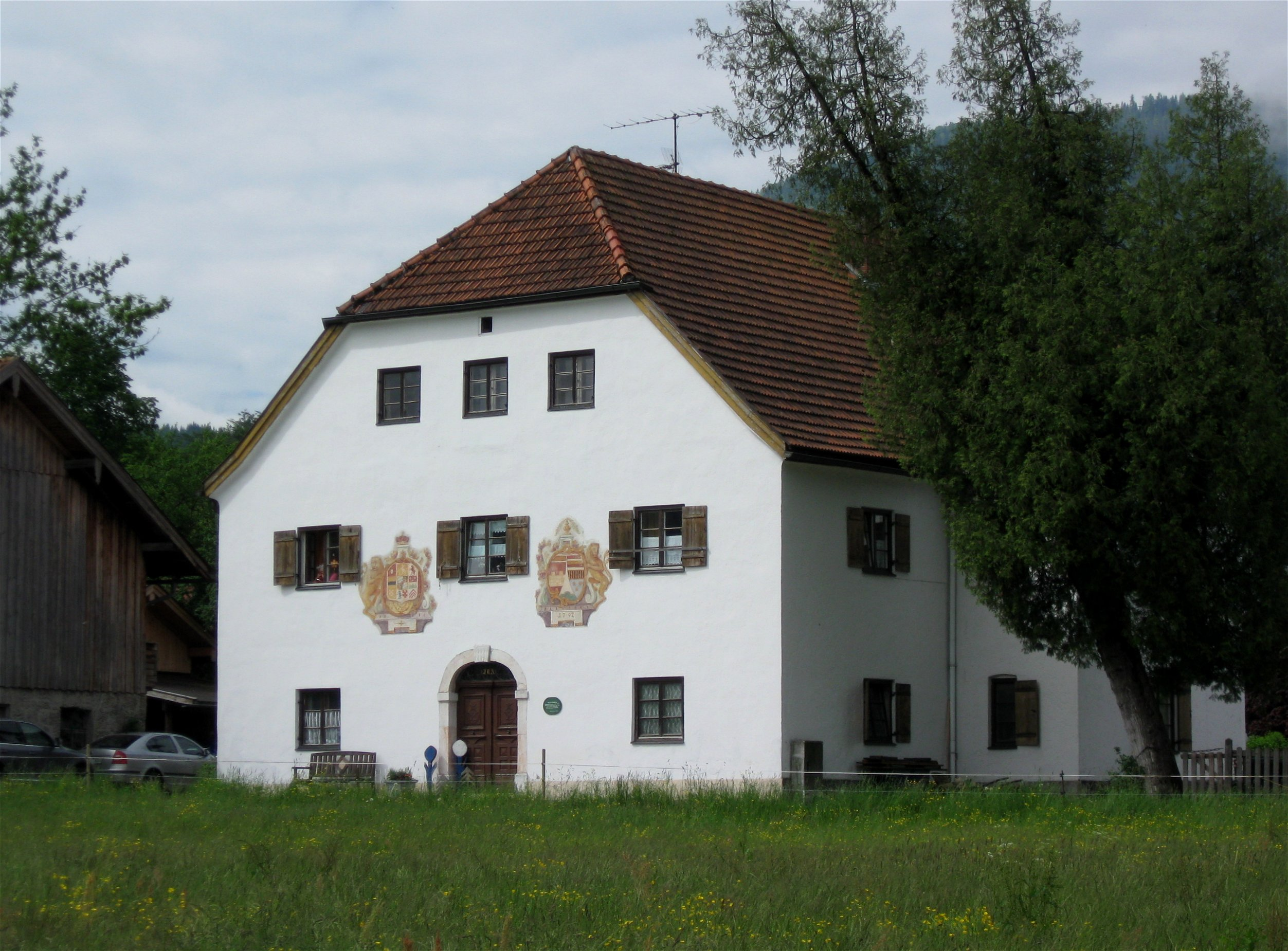
Das Mauthaus in Niederaudorf, Winklers Geburtshaus

Winkler studierte zunächst Theologie in Freising und München, wechselte dann jedoch zum Studium der Mineralogie und Geognosie. Einer seiner akademischen Lehrer war hier Karl Emil von Schafhäutl. Er promovierte am 31. Juli 1855, wurde im Jahr 1856 Assistent an der geologischen Staatssammlung, und habilitierte sich im Jahre 1857 als Dozent an der Universität München für die Fächer Mineralogie und Geognosie.

## Wissenschaftliches Wirken
Im Jahre 1858 unternahm Winkler zusammen mit dem Rechtshistoriker Konrad Maurer eine Reise nach Island, über die er im Anschluss zwei Bücher verfasste, einen Reisebericht und getrennt davon eine wissenschaftliche Auswertung seiner Beobachtungen. Letztere stellt eines der letzten Dokumente der Lehre des Neptunismus dar, welches in Deutschland von einem akademischen Geologen verfasst wurde. Winkler stellt hierin die These auf, wonach die Gesteine der Insel Island im Wesentlichen durch Sedimentation entstanden sind, und bezieht dabei ausdrücklich die Deckenergüsse (Plateaubasalte), wie sie in den isländischen Westfjorden anstehen, mit ein. Diese Interpretation ist bemerkenswert, weil Island im 19. Jahrhundert von zahlreichen europäischen Geologen bereist worden war (bekanntestes Beispiel ist Robert Wilhelm Bunsen), welche die weitgehend vulkanische Genese der Insel bereits richtig erkannt hatten.
Der Schwerpunkt der wissenschaftlichen Arbeit Winklers in Deutschland lag auf geologischen und paläontologischen Fragestellungen betreffend die Bayerischen Alpen.

## Publikationen
- Die Pseudomorphosen des Mineralreiches. Kritische Zusammenstellung aller bisher aufgefundenen Thatsachen und versuchten Erklärungen mineralischer Neubildungen, mit einem Vorschlag neuer Nomenklatur und Eintheilung derselben, Palm, München 1855.

- Island. Seine Bewohner, Landesbildung und vulcanische Natur. Westermann, Braunschweig 1861.
- Island, der Bau seiner Gebirge und dessen geologische Bedeutung. Gummi, München 1863.
- Die Gesteinslehre, Gummi, München 1864.